# Henry Bay (Antarktika)
Die Henry Bay ist eine kleine Bucht am östlichen Ende der Sabrina-Küste des ostantarktischen Wilkeslands. Im westlichen Abschnitt der Bucht liegen die Henry-Inseln.
Luftaufnahmen der US-amerikanischen Operation Highjump (1946–1947) dienten ihrer Kartierung. Das Advisory Committee on Antarctic Names benannte sie 1963 nach Wilkes Henry (1820–1840), Midshipman auf der Sloop USS Vincennes, Flaggschiff der United States Exploring Expedition (1838–1842) unter der Leitung seines Onkels, des US-amerikanischen Polarforschers Charles Wilkes.